# Xacó

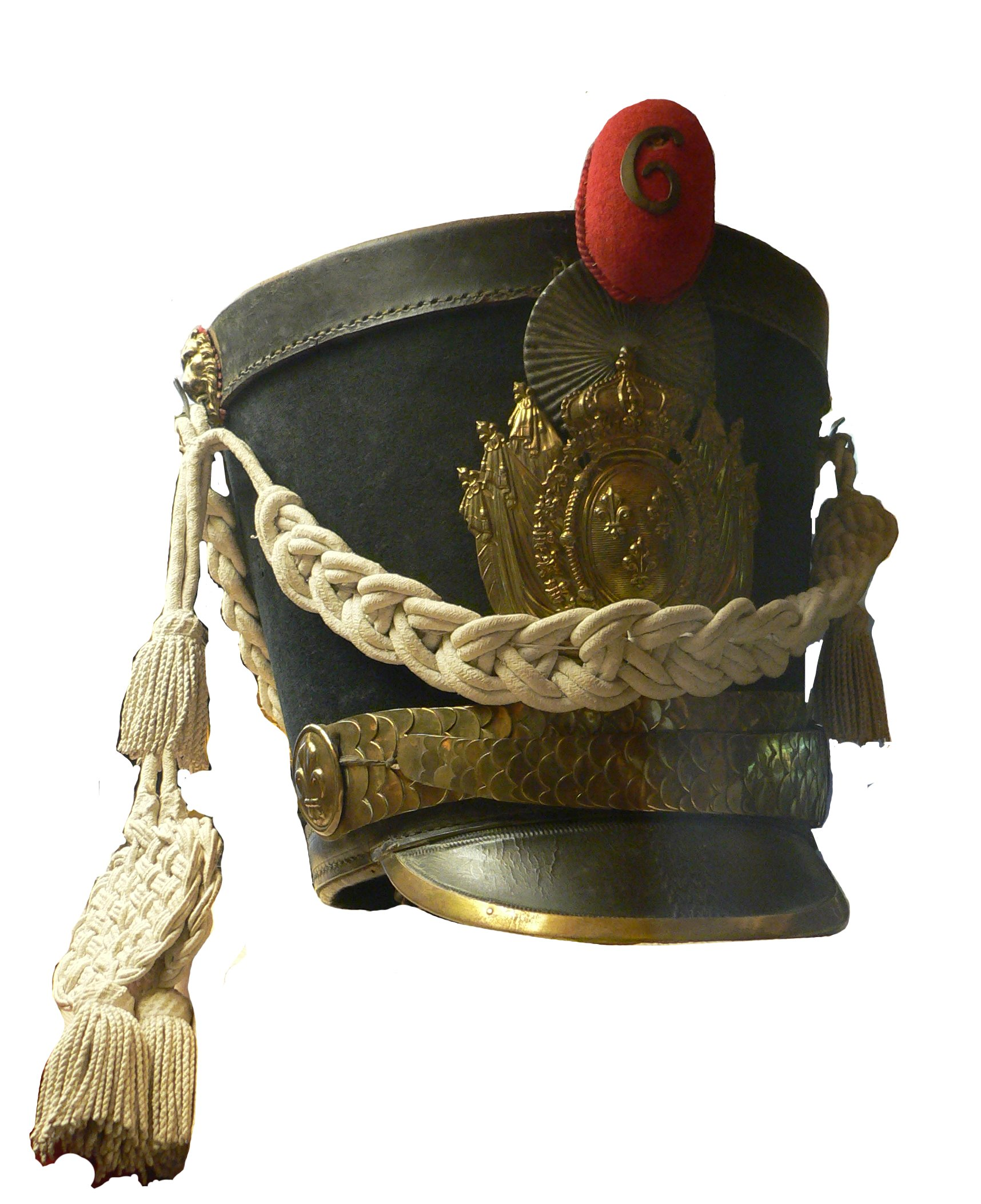
Xacó acampanat francès ornat de cordó i borla, Guàrdia Reial, període de la Restauració borbònica

El xacó és un morrió amb visera; és a dir, és una lligadura militar rígida, de forma cilíndrica, de l'alçada d'un barret de copa alta (de què és l'equivalent militar), i amb visera. Usualment incloïa barballera. El xacó duia al front una placa amb l'emblema estatal, o del cos o unitat. En passeig o en gala es podia ornamentar de cordons, borla i plomall. En campanya es duia cobert amb una funda de roba, generalment grisa.
El terme xacó, mitjançant el francès shako, procedeix de l'hongarès csákós süveg ('barret de copa alta'), nom que es donava al morrió (sense visera) dut tradicionalment pels hússars. La majoria de llengües europees designa aquesta lligadura amb derivacions d'aquest mateix ètim (esp. chacó, fr. shako, it. shakò o sciaccò, rom. ceac, angl. shako, al. Tschako); però en portuguès se'n diu barretina (que no té res a veure, doncs, amb l'homònim català), i en rus kíver (кивер), forma exportada també a altres llengües.
El xacó sorgí en els darrers anys del segle xviii en afegir visera a morrions preexistents. En concret, això es donà en els klobuk de les tropes frontereres austríaques a partir de 1798, i en els colbacs dels hússars revolucionaris francesos més o menys alhora.
L'èxit fulminant del xacó a partir de la primera dècada del segle xix es degué, en part, al fet, ja apuntat, que era l'equivalent militar de la lligadura civil de moda, el copalta; i, en part, a la seva vinculació a les armes napoleòniques, llavors al zenit del prestigi mundial. Com hem vist, els primers xacós havien sorgit durant les guerres de la Revolució entre els fronterers austríacs i en certes unitats de cavalleria francesa, des d'on s'expandiria la moda; per exemple, el 1799 l'exèrcit de la jove (i efímera) República Helvètica ja tenia el xacó com a lligadura bàsica. El Regne Unit l'adoptà ja el 1800; la França napoleònica, en un procés engegat el 1801 (en alguns cossos, abans i tot) i culminat el 1806; Rússia, a partir de 1805; Àustria, progressivament entre 1806 i 1809; Prússia el 1807. En definitiva, el xacó fou adoptat ràpidament arreu d'Europa i Amèrica, en substitució del bicorn, per bé que aquest romandria com a lligadura de l'oficialitat durant bastant de temps.
Així, durant tota la primera meitat del segle xix el xacó fou la lligadura bàsica de campanya, passeig i gala en la tropa de pràcticament tots els exèrcits del món europeu, mentre que els oficials oscil·laven entre l'ús del bicorn tradicional i l'adopció del xacó, almenys en campanya. Alhora, en servei de diari generalment es duia el casquet de caserna (excepció feta dels exèrcits rus i prussià amb el casquet de plat, i del britànic amb el casquet circular).

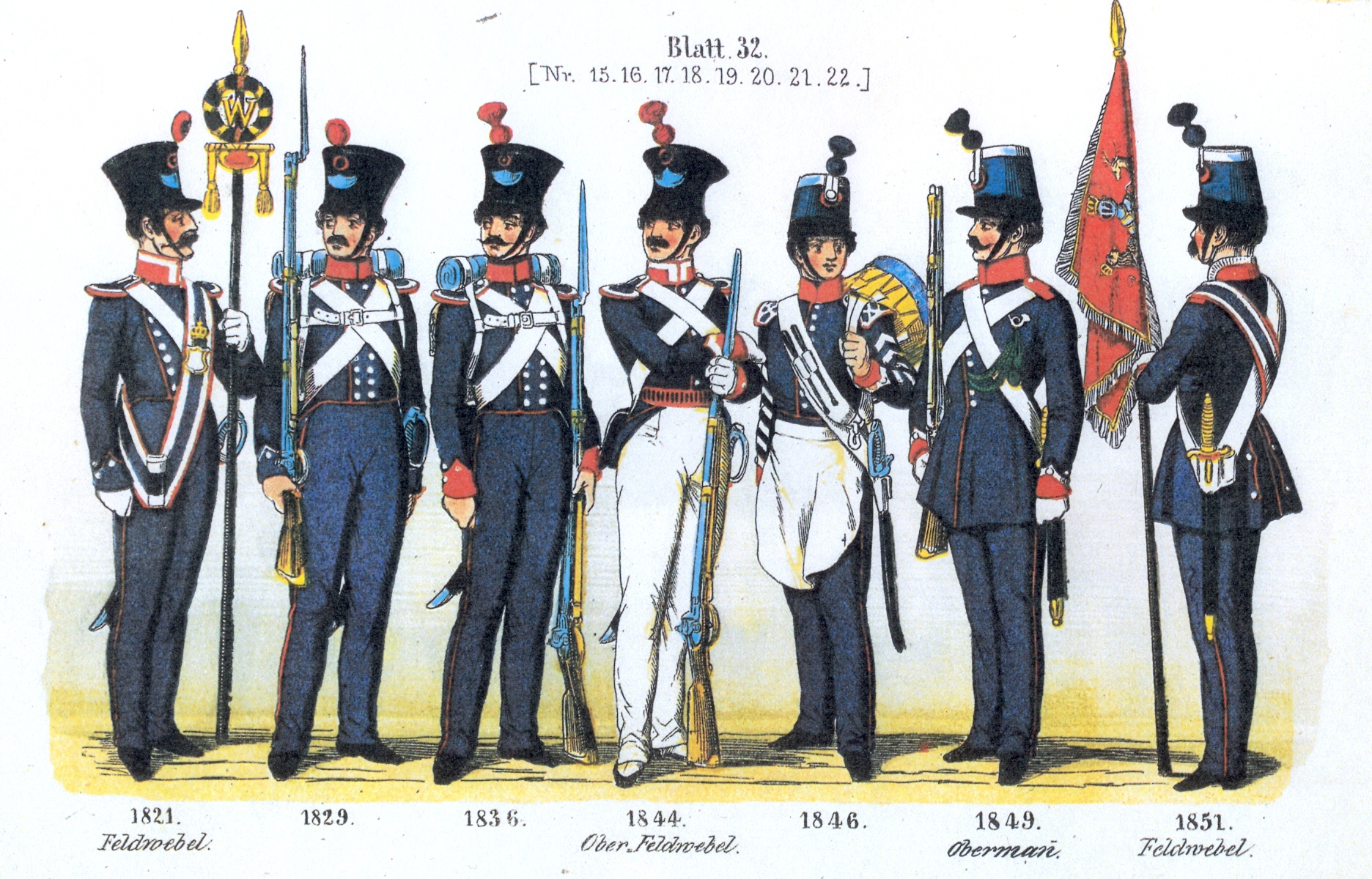
Evolució del xacó de Württemberg en l'espai de trenta anys

La forma del xacó evolucionà seguint la moda.
- Els primers xacós, entorn del 1800, eren completament cilíndrics (xacó cilíndric).
- Pels volts del 1805 s'imposa el xacó més ample de la part superior que de la inferior (xacó acampanat); aquest model serà el característic del període napoleònic i, alhora, el més durador.
- Sota la Restauració, en força exèrcits (sobretot al prussià) tendeix a exagerar-se l'amplitud de la part superior dels xacós acampanats, per influència del xacó kíver rus, bé que el kíver pròpiament dit (privativament rus) presenta un enfonsament al centre de la part superior, amb els extrems anterior i posterior més alçats.
- Entorn de 1840 alguns exèrcits, com el britànic (1843), l'austríac i l'estatunidenc, retornen a un xacó més o menys cilíndric del tot; és allò que els britànics anomenen xacó Albert.
- Coetàniament, l'exèrcit francès passa del xacó acampanat al xacó troncocònic (1844), és a dir, més ample de la part inferior que de la superior, i, generalment, recte per la banda frontal i inclinat endavant per la banda posterior. Acabaren imitant-lo tots els altres exèrcits, llevat dels que mentrestant havien passat al casc de punta. Tot seguit el xacó troncocònic comença a disminuir d'alçada; serà concretament d'aquest model que derivarà, aviat, el xacó baix.

Un model peculiar fou l'anomenat xacó belga o xacó de Waterloo, dut per l'exèrcit britànic en 1812-1815, amb la part frontal més elevada que el conjunt; fou imitat per Portugal i pels EUA. Els sobrenoms provenen del fet que les tropes britàniques que combateren a la batalla de Waterloo es cofaven amb aquest xacó, cosa que l'ha tronat un element icònic, tot i el breu període de servei.

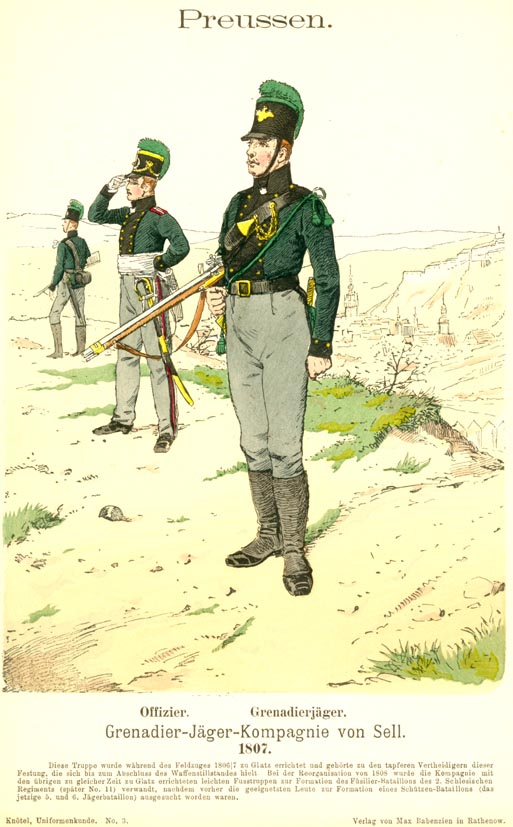
Jäger prussians (1807), excepcionalment amb primitius xacós cilíndrics
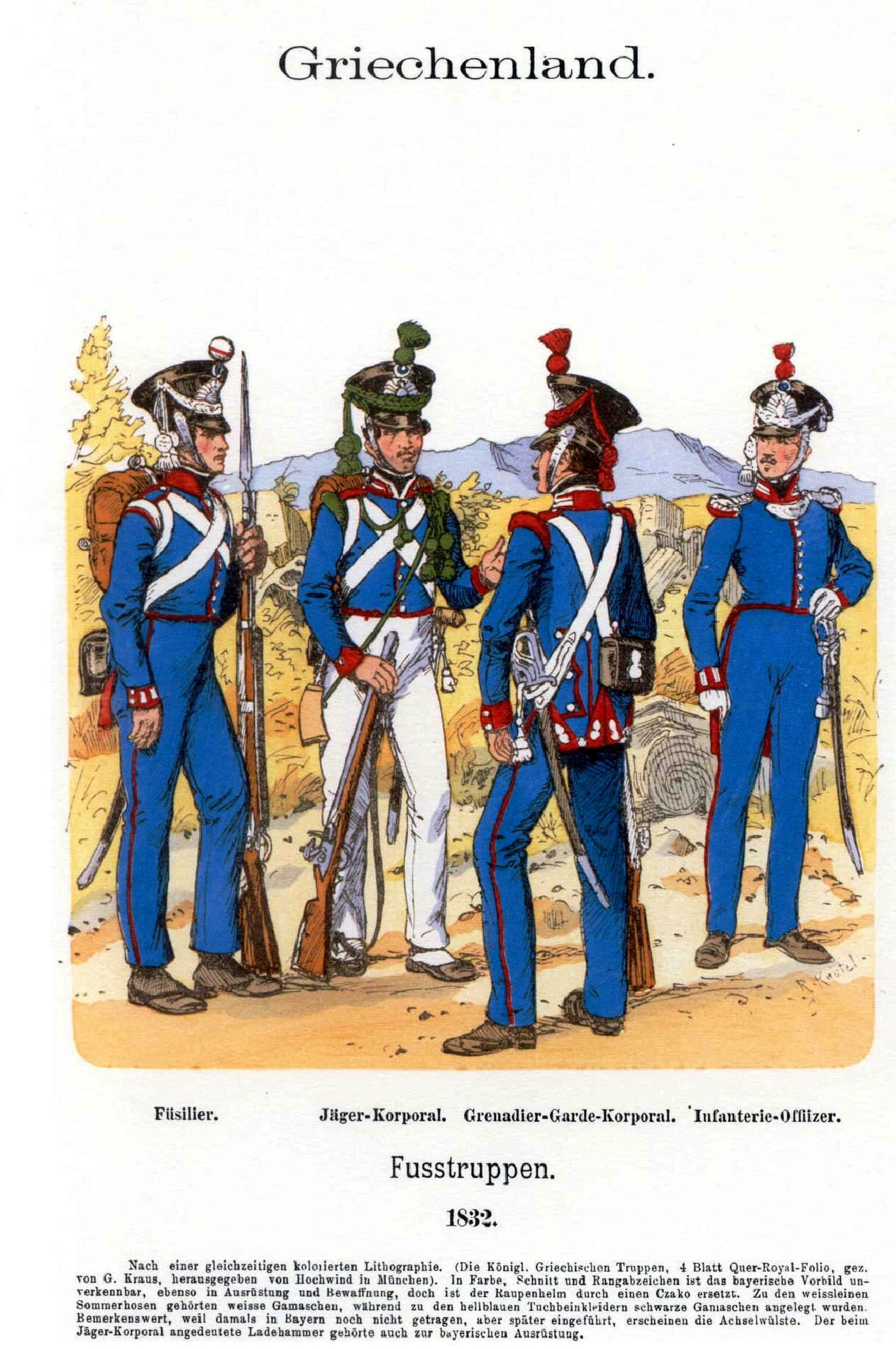
Soldats grecs (1832) amb xacós acampanats d'influència kíver
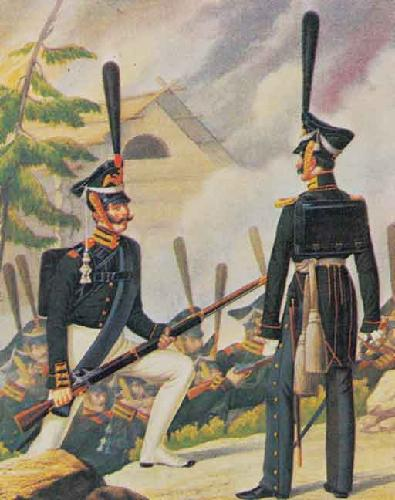
Militars russos (vers 1850) amb kíver pròpiament dit
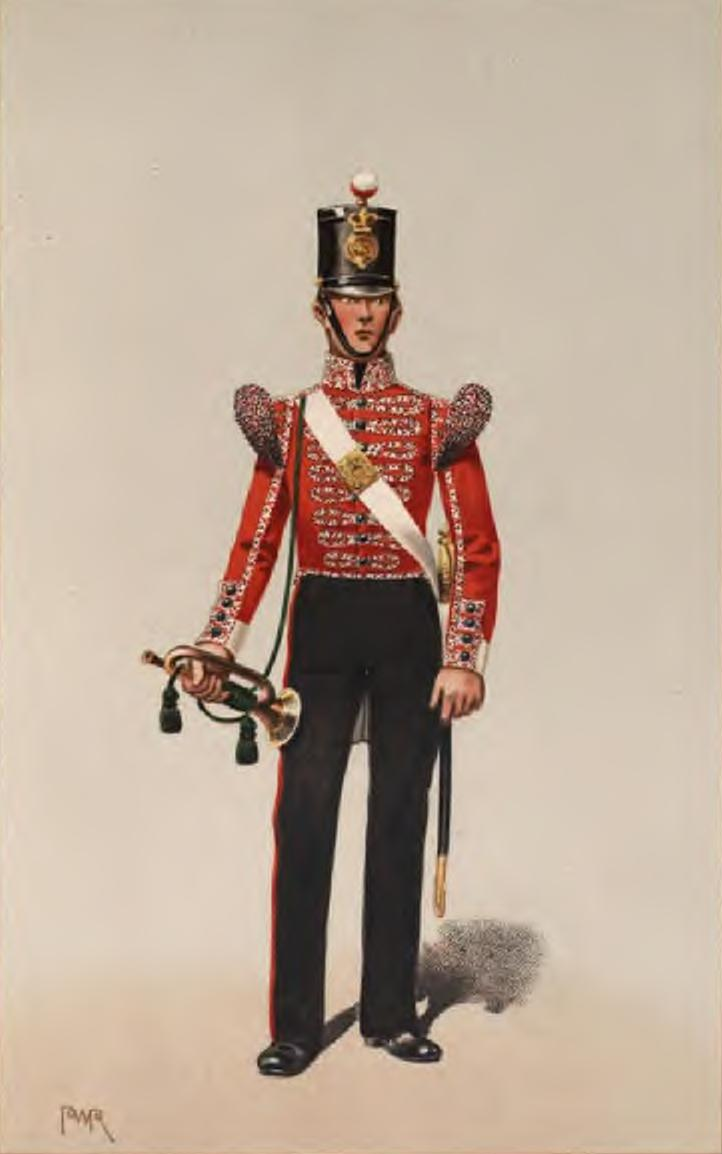
Corneta britànic (1846) amb xacó Albert
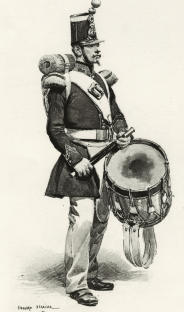
Timbaler francès (1845) amb xacó troncocònic
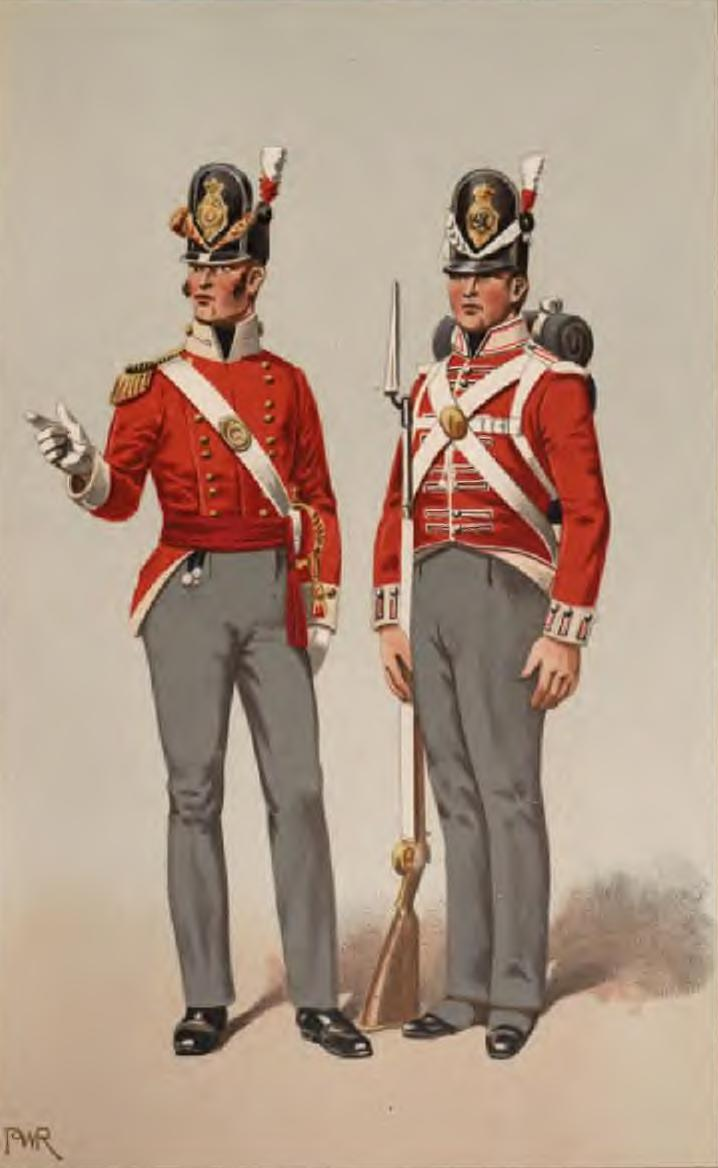
Oficial i soldat britànics (1812) amb xacó belga

Alguns models de xacó presentaven viseres anterior i posterior.
Un tipus específic de xacó era la czapka dels ulans, amb la part superior quadrada; característicament polonesa, la forma de la czapka passaria a bona part de les lligadures de l'exèrcit polonès fins avui.
Amb tot, el xacó no fou pas l'única lligadura de campanya duta en aquesta època: certs cossos en duien de pròpies i característiques, com el casc de dragons i cuirassers, el morrió o el colbac dels hússars i el morrió de pell dels granaders.
A mitjan segle xix el xacó fou substituït arreu pel quepis semirígid (o altres lligadures similars: xacó baix, ros…), o bé, en alguns exèrcits, per la gorra de plat, pel casc de punta o pel casquet circular. De llavors ençà, l'ús del xacó, en la seva forma clàssica, ha estat ben escàs, i estrictament cerimonial (si exceptuem el cas concret dels Jäger de l'exèrcit alemany, que usaren xacós d'alçada mitjana --sorprenentment arcaics-- fins a la fi de la Primera Guerra Mundial).
Derivació directa del xacó fou el xacó baix.
La policia alemanya dugué un xacó d'alçada mitjana, en substitució del casc de punta tradicional, de la República de Weimar fins a la segona postguerra mundial, almenys; encara hi resta com a lligadura de gala.